# 신창시외버스정류장
신창시외버스정류장은 충청남도 아산시 신창면 읍내리에 위치하는 대한민국의 시외버스 정류장이다. 신창면사무소 소재지와는 거리가 있으며, 주로 근처에 위치한 순천향대학교를 이용하는 승객이 많다.

## 운행 노선

### 시외버스
| 방면        | 행선지 |
| ----------- | --- |
| 수도권 방면 | 서울남부, 동서울, 안산, 인천, 성남, 안성 |
| 충청권 방면 | 갈산, 고북, 광시, 광천, 기지시, 남면, 내포시, 당진, 대전, 보령, 부여, 서산, 서천, 신례원, 신평, 온양(아산), 안면(영목), 예산, 운곡, 운산, 음암, 장항, 창기리, 천안, 청양, 태안, 합덕, 해미, 홍성 |
| 호남권 방면 | 군산 |

### 시내버스

과거의 신창시외버스정류장 예산 방향 표지판. 현재는 철거되었다.

신창시외버스정류장 아산 방향 정류장. 오른쪽 정류장 구조물에서 버스가 정차한다.

이 정류장에는 온양(아산) 시내버스, 예산군 군내버스가 운행한다. 정류장 이름은 "신창읍내리"이다.
- 아산시 시내버스 : 400번[2], 403번, 410번, 420번, 430번, 441번, 450번, 451번(20분 간격)
- 예산군 농어촌버스 : 410-1번, 410-2번, 430-1번, 430-2번(20분 간격)

## 위치 및 특이 사항
- 21번 국도와 선장면방면으로 가는 623번 지방도가 분기하는 읍내삼거리에 위치하고 있다. Y자 모양으로 분기하는 삼거리에 있으며 에쓰오일 학성주유소가 위치한 읍내삼거리가 아니다.
- 아산 방향(수도권 및 천안, 대전, 청주 방면) 시외버스 정류장에는 정류소 표지판 및 대합실이 있지만, 예산 방향(충청권 및 호남권 방면) 시외버스 정류장에는 정차 위치 표시가 따로 없기 때문에 주의해야 한다. '신창면읍내리'라고 새겨진 대형 비석 앞에서 대기하여야 한다. 이용객이 없을 경우 시외버스가 그냥 무정차 통과하는 경우가 있다.
- 승차권은 전 방향 모두 예산 방향(충청권 및 호남권 방면) 정류장인 읍내삼거리 근처 신창마트 가게에서 판매하며 현금, 카드로 구매가 가능하고 승차 시 현금 지불 또한 받지 않는 것이 원칙이다.
- 보통 등교 시간과 계절 관계 없이 신창행 승차권을 가지고 승차할 때와 도착 전에 기사에게 요청 시 순천향대학교 정문(서문)에서 하차가 가능하다.